# Vieira (insecte)
Pour les articles homonymes, voir Vieira.
Genre
Vieira est un genre d'insectes de l'ordre de névroptères, de la famille des Chrysopidae, de la sous-famille des Chrysopinae et de la tribu des Leucochrysini.

## Espèces
Vieira brooksi – Vieira elegans – Vieira flinti – Vieira iridea – Vieira leschenaulti (type)